# Гессит
Гесси́т (нем. Hessit от имени собственного) , ранее теллу́ристый сере́бряный блеск, иногда теллуристое серебро (устар.) — рудный минерал, редкий теллурид серебра. Открыт Густавом Розе в 1829 году, во 2-м Заводинском руднике (Западный Алтай, Восточно-Казахстанская область). Название «гессит» дано Фрёбелем в 1843 году в честь Германа Ивановича Гесса, химика, сделавшего подробный анализ минерала.

## Основные диагностические признаки
Минерал имеет серый, с зеленоватым оттенком, цвет. Спайность отсутствует. Твёрдость — низкая, 2−3 по шкале Мооса. Образует плотные агрегаты, нередки скопления золота. Минерал ковкий, режется ножом. Растворяется в азотной кислоте, при реакции с соляной кислотой раствор окрашивается в малиновый цвет.
Гессит чаще всего ассоциирует с алтаитом и сильванитом, регулярно обнаруживает себя в ассоциации гессит – петцит, галенит – халькопирит – самородное золото. По распространенности гессит уступает только главным сульфидам и самородному золоту. В основном представлен микроскопически мелкими и реже макроскопически видимыми выделениями.:249-250

## Происхождение
Минерал образуется в результате гидротермального минералообразования в заключительной стадии, при низких температурах. Встречается в месторождениях золота, серебра, свинца, цинка, иногда в медно-молибденовых месторождениях. В поверхностных условиях достаточно устойчив, скапливается в россыпях.

## Месторождения
Месторождения гессита известны в России (Южный Урал), Австралии, Казахстане (Алтай), Канаде, Европе, США и на Филиппинах.